# 達穆德亞烏帕齊拉
達穆德亞乌帕齐拉是孟加拉国沙里亞德布爾縣的一个乌帕齐拉，位於達卡专区的沙里亞德布爾縣。

## 人口
據1991年孟加拉國人口普查，達穆德亞共有戶數24,193戶，人口109003人。其中男性佔比49.62%，女性佔比50.38%；成年人口53,825人。該地7歲以上人口之平均識字率為27.9%，低於全國平均值（32.4%）。